# My Sunshine (película)
My Sunshine (en japonés: ぼくのお日さま, Boku No Ohisama ) es una película dramática japonesa, dirigida por Hiroshi Okuyama y estrenada en 2024.

## Premisa
My Sunshine se centra en Takuya (Koshiyama) y Sakura (Nakanishi), un niño y una niña que se entrenan juntos como bailarines sobre hielo bajo la tutela de Arakawa (Ikematsu), un entrenador de patinaje artístico gay. 

## Elenco
- Keitatsu Koshiyama como Takuya
- Kiara Nakanishi como Sakura
- Sōsuke Ikematsu como Arakawa
- Ryuya Wakaba
- Yunho
- Maho Yamada

## Producción
Para lograr actuaciones naturales, Okuwaya no proporcionó un guion a los jóvenes actores de la película antes del rodaje. A los actores se les dio el diálogo mínimo una vez en el set y se les pidió que improvisaran el resto de sus líneas.

## Estreno
La película se estrenó en el programa Un Certain Regard del Festival de Cine de Cannes de 2024, donde fue nombrada como nominada a la Palma Queer.

## Recepción

### Recepción crítica
Pete Hammond de Deadline caracterizó a My Sunshine como una "historia de mayoría de edad, tranquila y alegre y encantadora".

### Reconocimientos
| Otorga                     | Fecha de la ceremonia | Categoría         | Destinatario(s) | Resultado | Ref.  |
| -------------------------- | --------------------- | ----------------- | --------------- | --------- | ----- |
| Festival de Cine de Cannes | 24 de mayo de 2024    | Un certain regard | My Sunshine     | Nominada  | [ 3 ] |
| Festival de Cine de Cannes | 25 de mayo de 2024    | Palma Queer       | My Sunshine     | Nominada  | [ 7 ] |